# Distribución de Holtsmark
La distribución de Holtsmark (de una dimensión) es una distribución de probabilidad continua. Es un caso especial de una distribución estable con el índice de estabilidad o parámetro de forma {\displaystyle \alpha } igual a 3/2 y el parámetro de oblicuidad {\displaystyle \beta } de 0. Ya que {\displaystyle \beta } es 0, la distribución es simétrica y, por lo tanto, un ejemplo de una distribución simétrica alfa-estable. La distribución de Holtsmark es uno de los pocos ejemplos de una distribución estable para la que se conoce una expresión de forma cerrada de su función de densidad de probabilidad. Sin embargo, su función de densidad de probabilidad no es expresable en términos de funciones elementales; más bien, se expresa en términos de funciones hipergeométricas.
La distribución de Holtsmark tiene aplicaciones en física de plasma y en astrofísica. En 1919, el físico noruego Johan Peter Holtsmark propuso la distribución como un modelo de los campos fluctuantes de plasma debido al movimiento caótico de partículas cargadas. También es aplicable a otros tipos de fuerzas culombianas, en particular a la modelización de cuerpos gravitantes.

## Función característica
La función característica de una distribución estable simétrica es:
{\displaystyle \varphi (t;\mu ,c)=\exp \left[~it\mu \!-\!|ct|^{\alpha }~\right],}
donde {\displaystyle \alpha } es el parámetro de forma o índice de estabilidad, {\displaystyle \mu } es el parámetro de ubicación, y c es el parámetro de escala.
Como la distribución de Holtsmark tiene {\displaystyle \alpha =3/2}, su función característica es:
{\displaystyle \varphi (t;\mu ,c)=\exp \left[~it\mu \!-\!|ct|^{3/2}~\right].}
Como la distribución es también una distribución estable con a > 1, {\displaystyle \mu } representa la media de la distribución. Como  , {\displaystyle \mu } representa además a la mediana y la moda de la distribución. Y como α < 2, la varianza de la distribución de Holtsmark es infinita. Todos los momentos superiores de la distribución también son infinitos. Como otras distribuciones estables (además de la distribución normal), como la varianza es infinita, la dispersión en la distribución está reflejada por el parámetro de escala c. Un acercamiento similar para describir la dispersión de la distribución es mediante momentos fraccionales.

## Función de densidad de probabilidad
En general, la función de densidad de probabilidad f(x) de una distribución de probabilidad continua puede ser derivada de su función característica mediante:
{\displaystyle f(x)={\frac {1}{2\pi }}\int _{-\infty }^{\infty }\varphi (t)e^{-ixt}\,dt}.
La mayoría de las distribuciones estables no tienen una expresión de forma cerrada para sus funciones de densidad de probabilidad. Solo la distribución normal, la de Cauchy y las de Lévy tienen expresiones de forma cerrada en términos de funciones elementales. La distribución de Holtsmark es una de las dos distribuciones simétricas estables que, se conoce, tienen una expresión de forma cerrada en términos de funciones hipergeométricas. Cuando {\displaystyle \mu } es igual a 0 y el parámetro de escala es igual a 1, la distribución de Holtsmark tiene la función de densidad de probabilidad:
{\displaystyle {\begin{aligned}f(x;0,1)&={1 \over \pi }\,\Gamma \left({5 \over 3}\right){_{2}F_{3}}\!\left({5 \over 12},{11 \over 12};{1 \over 3},{1 \over 2},{5 \over 6};-{4x^{6} \over 729}\right)\\&{}\quad {}-{x^{2} \over 3\pi }\,{_{3}F_{4}}\!\left({3 \over 4},{1},{5 \over 4};{2 \over 3},{5 \over 6},{7 \over 6},{4 \over 3};-{4x^{6} \over 729}\right)\\&{}\quad {}+{7x^{4} \over 81\pi }\,\Gamma \left({4 \over 3}\right){_{2}F_{3}}\!\left({13 \over 12},{19 \over 12};{7 \over 6},{3 \over 2},{5 \over 3};-{4x^{6} \over 729}\right),\end{aligned}}}
donde {\displaystyle {\Gamma (x)}} es la función gamma y {\displaystyle \;_{m}F_{n}()} es una función hipergeométrica.